# Прямоволосник Шімпера
Прямоволосник Шімпера (Orthotrichum schimperi) — вид мохів порядку прямоволосникальних (Orthotrichales).

## Поширення
Батьківщиною є Європа, Північна Африка, Північна Америка.